# Добош, Кшиштоф
Кши́штоф Пётр До́бош (пол. Krzysztof Piotr Dobosz; 30 мая 1945, Краков, Польша — 14 октября 2001, Краков) — польский журналист, многие годы работавший в СССР; член Союза журналистов ПНР; его называли королём краковского репортажа.

## Биография
Родился в семье известного польского спортивного журналиста Тадеуша Добоша (1921—1976). Сестра Изабела Добош (р. 1949) — доктор права, профессор. Кшиштоф в 1967 г. окончил факультет права Ягеллонского университета, но сразу профессионально занялся журналистикой. Занимался спортом, входил в состав сборной Польши по стрельбе из пистолета.
В 1970—1980-е гг. зам. ответственного секретаря, «ночной редактор» воеводского органа ПОРП „Gazeta Krakowska“, член правления Союза журналистов ПНР. В 1988 г. был командирован в Магнитогорск и до 1991 г. редактировал и выпускал орган дирекции стройки и парткома ПОРП — газету „Nad Uralem“ («На Урале») для польских строителей широкополосного стана «2000» горячей прокатки ММК. Газета выходила 2 раза в месяц тиражом 2000 экз. (соредакторы: в 1987—1988 Станислав Рыдз, в 1989—1990 Веслав Край). Последний номер „Nad Uralem“ вышел 26 марта 1991 г.
До 1999 Добош как иностранный корреспондент журнала «Przekrój» жил в Магнитогорске, много писал для польской прессы, сотрудничал с российскими газетами «Провинция» (на польском яз.), «Эхо инопрессы», «Бизнес Интеркурьер». Возвратившись в Польшу, приступил к написанию книги под рабочим названием «Улица Галиуллина», но из-за болезни завершить её не сумел. Стараниями коллег Добоша после его кончины была издана книга очерков „Byłem Rosjaninem“ о Магнитогорске эпохи социальной перестройки. Русский перевод отдельных глав («Быть русским») опубликован в газете «Магнитогорский рабочий» в 2000 г.
В 1979 году Кшиштоф Добош был награждён польским орденом «Серебряный крест заслуги».
В Магнитогорске проживает семья Добоша — вдова и сын Камиль.

## Сочинения
1. Byłem Rosjaninem. Wyd. Radamsa. Krakow, 2002;
2. Пани Томашевска (отрывок из главы «Бабский рай» книги «Быть русским»), перевод Р. Шарафутдинова. — «Магнитогорский рабочий», 2 августа 2002.
3. Приключения поляка в Магнитогорске в конце XX века (отрывок из книги «Быть русским», перевод Р. Шарафутдинова. — «Магнитогорский рабочий», 20 июля 2002.
4. Уходящая натура (отрывок из главы «Бабский рай» книги «Быть русским»), перевод Р. Шарафутдинова. — «Магнитогорский рабочий», 23 августа 2002.